# Abbey Weitzeil
Abbey Weitzeil (Saugus (Californië), 3 december 1996) is een Amerikaanse zwemster. Ze vertegenwoordigde haar vaderland op de Olympische Zomerspelen 2016 in Rio de Janeiro.

## Carrière
Bij haar internationale debuut, op de Pan-Pacifische kampioenschappen zwemmen 2014 in Gold Coast, eindigde Weitzeil als tiende op de 100 meter vrije slag, op de 50 meter vrije slag strandde ze in de series. Samen met Simone Manuel, Missy Franklin en Shannon Vreeland veroverde ze de zilveren medaille op de 4x100 meter vrije slag. In Doha nam de Amerikaanse deel aan de wereldkampioenschappen kortebaanzwemmen 2014. Op dit toernooi werd ze uitgeschakeld in de halve finales van zowel de 50 als de 100 meter vrije slag. Op de 4x50 meter vrije slag legde ze samen met Madison Kennedy, Natalie Coughlin en Amy Bilquist beslag op de zilveren medaille, samen met Natalie Coughlin, Madison Kennedy en Shannon Vreeland sleepte ze de zilveren medaille in de wacht op de 4x100 meter vrije slag. Op de 4x50 meter vrije slag gemengd werd ze samen met Josh Schneider, Matt Grevers en Madison Kennedy wereldkampioen, samen met Matt Grevers, Cody Miller en Felicia Lee eindigde ze als vierde op de 4x50 meter wisselslag gemengd.
Op de wereldkampioenschappen zwemmen 2015 in Kazan zwom Weitzeil samen met Shannon Vreeland, Margo Geer en Lia Neal in de series van de 4x100 meter vrije slag, in de finale veroverden Geer en Neal samen met Missy Franklin en Simone Manuel de bronzen medaille. Op de gemengde 4x100 meter vrije slag zwom ze samen met Conor Dwyer, Ryan Lochte en Margo Geer in de series, in de finale legde Lochte samen met Nathan Adrian, Simone Manuel en Missy Franklin beslag op de gouden medaille. Voor haar aandeel in de series van beide estafettes ontving Weitzeil een gouden en een bronzen medaille.
Tijdens de Olympische Zomerspelen van 2016 in Rio de Janeiro eindigde de Amerikaanse als zevende op de 100 meter vrije slag, op de 50 meter vrije slag werd ze uitgeschakeld in de halve finales. Samen met Simone Manuel, Dana Vollmer en Katie Ledecky sleepte ze de zilveren medaille in de wacht op de 4x100 meter vrije slag. Op de 4x100 meter wisselslag zwom ze samen met Olivia Smoliga, Katie Meili en Kelsi Worrell in de series, in de finale behaalden Kathleen Baker, Lilly King, Dana Vollmer en Simone Manuel de gouden medaille. Voor haar inspanningen in de series werd Weitzeil beloond met eveneens de gouden medaille.

## Internationale toernooien
| Jaar | Olympische Spelen                                                                                               | WK langebaan                                                                                                  | WK kortebaan | PanPacs                                                         |
| ---- | --- | --- | --- | --------------------------------------------------------------- |
| 2014 | | | 10e 50m vrije slag · 15e 100m vrije slag · 4x50m vrije slag · 4x100m vrije slag · 4x50m vrije slag gemengd · 4e 4x50m wisselslag gemengd | series 50m vrije slag · 10e 100m vrije slag · 4x100m vrije slag |
| 2015 | | 4x100m vrije slag · Weitzeil zwom enkel de series · 4x100m vrije slag gemengd · Weitzeil zwom enkel de series | |                                                                 |
| 2016 | 12e 50m vrije slag · 7e 100m vrije slag · 4x100m vrije slag · 4x100m wisselslag · Weitzeil zwom enkel de series | | 6-11 december |                                                                 |

## Persoonlijke records
Bijgewerkt tot en met 3 juli 2016
Kortebaan
| Afstand         | Tijd  | Datum           | Plaats |
| --------------- | ----- | --------------- | ------ |
| 50m vrije slag  | 24,23 | 6 december 2014 | Doha   |
| 100m vrije slag | 53,08 | 4 december 2014 | Doha   |

Langebaan
| Afstand         | Tijd  | Datum       | Plaats |
| --------------- | ----- | ----------- | ------ |
| 50m vrije slag  | 24,28 | 3 juli 2016 | Omaha  |
| 100m vrije slag | 53,28 | 1 juli 2016 | Omaha  |